# Édouard Lucas
Pour les articles homonymes, voir Lucas.
François Édouard Anatole Lucas (1842-1891) est un mathématicien français.

## Biographie
Édouard Lucas naît le 4 avril 1842, à Amiens, au sein d'une famille modeste, son père étant artisan tonnelier. C’est dans cette ville qu’il fait ses études à l'école des Frères, puis au lycée impérial (actuel lycée Louis-Thuillier), enfin en classes préparatoires à Douai pour intégrer l'École normale supérieure. À cette époque, il rencontre Louis Pasteur qui l'oriente vers l'École normale supérieure plutôt que vers Polytechnique.
À sa sortie, il travaille à l'Observatoire de Paris sous la direction de Le Verrier. Mais les deux hommes s'entendent mal : Le Verrier écrit au ministre Victor Duruy pour suggérer le renvoi du jeune normalien et de deux autres collaborateurs et Lucas démissionne en 1869.
Durant la guerre de 1870, il sert en tant qu'officier dans l'artillerie de l'Armée de la Loire.
Agrégé de mathématiques, il devient professeur au lycée de Moulins (1872-1876), au lycée Charlemagne (1876-1879 et 1890-1891) et au lycée Saint-Louis (1879-1890).
Lors d'un banquet au congrès tenu à Marseille par l’Association française pour l’avancement des sciences, un garçon laisse tomber, en passant près de Lucas, une pile d’assiettes. Un éclat de porcelaine l'atteint à la joue, qui saigne abondamment. Quelques jours après, le 3 octobre 1891, il meurt d'érysipèle (dermite due à un streptocoque).

## Œuvre mathématique

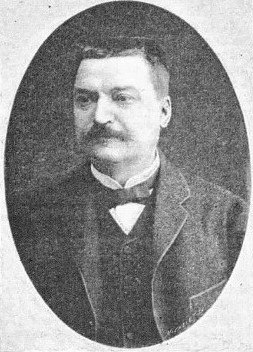
Édouard Lucas par Zagel.

Édouard Lucas est bien connu pour ses résultats en théorie des nombres, en particulier pour l'étude de la suite de Fibonacci, ainsi que de la suite associée dite de Lucas (généralisation de la suite de Fibonacci et des nombres de Lucas).
Édouard Lucas inventa un test de primalité, amélioré en 1927 par Derrick Lehmer et appelé aujourd'hui le test de primalité de Lucas-Lehmer, qui est encore utilisé couramment de nos jours.
En 1876, il utilisa sa méthode pour démontrer que le nombre de Mersenne M127 = 170 141 183 460 469 231 731 687 303 715 884 105 727 est premier.
Édouard Lucas est aussi connu pour l'invention de quelques jeux comme La Pipopipette ou les tours de Hanoï. Le nom du prétendu découvreur de ce dernier jeu était N. Claus de Siam (anagramme de Lucas d'Amiens). À noter que le nombre minimal de coups pour déplacer une tour est un nombre de Mersenne (huit disques soit 255 coups). Il conçoit également des machines à calculer, dont les réglettes de Genaille-Lucas.
Il publia plusieurs livres sur les mathématiques et les quatre fameux tomes des Récréations mathématiques, dont les deux derniers seront publiés à titre posthume (1882-1894). Sa grande Théorie des nombres devait comporter quatre volumes, dont le premier seul a paru (Gauthier-Villars, 1891 ; rééd. Jacques Gabay, 1991).
Intéressé par la cryptographie, il échangea avec le cryptanalyste Gaétan de Viaris de Lesegno une correspondance constituée de défis adressés l'un à l'autre.
Par ailleurs, en réponse aux besoins de l'industrie textile picarde, il est l'inventeur de solutions mathématiques aux problèmes de l'élaboration des modèles de satin.

## Hommages
Un collège d'Amiens, sa ville natale, porte le nom d'Édouard Lucas.

## Publications
- Édouard Lucas, Récréations mathématiques : Les traversées, les ponts, les labyrinthes les reines, le solitaire, la numération, le baguenaudier, le taquin, Librairie Albert Banchard, 1892 (lire en ligne) lire en ligne sur Gallica
- Édouard Lucas, Récréations mathématiques : Qui perd gagne, les dominos, les marelles, le parquet le cass-tête, le jeu des demoiselles, le Jeu icosien d'Hamilton, t. II, Librairie Albert Banchard, 1892 (lire en ligne) lire en ligne sur Gallica
- Édouard Lucas, Récréations mathématiques : Calcul digital, machines arithmétiques, le caméléon, les jonctions de points, les jeux militaires, la prise de la Bastille, la patte d'oie,  le fer à cheval, le jeu américain, amusement par les jetons, l'Étoile nationale, Rouge et Noir, t. III, Librairie Albert Banchard, 1892 (lire en ligne) lire en ligne sur Gallica
- Théorie des nombres, vol. 1, sur Gallica et sur Internet Archive